# ステパ・ステパノヴィッチ

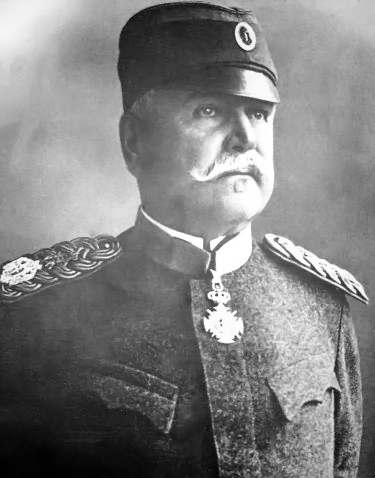
ステパ・ステパノヴィッチ

ステパ・ステパノヴィッチ（Степа Степановић、Stepa Stepanović、1856年2月28日 - 1929年4月29日）は、セルビアの軍人。元帥（Vojvoda）。
ベオグラード郊外のクモドラジュ村出身。1876年、ベオグラードの砲兵学校で教育を受ける。1876年のセルビア・トルコ戦争時、中隊長。1877年～1878年の露土戦争時、国民軍の大隊長。1883年～1884年、歩兵連隊長副官、1884年～1886年、歩兵連隊の中隊長。1885年の戦争時、シュマジス師団の中隊長。1886年～1888年、参謀本部に配属され、1888年～1889年、参謀総長副官となる。1889年～1895年、師団区参謀長代行、1892年～1893年、1895年～1896年、歩兵大隊長、1893年～1895年、師団区参謀長。1896年～1897年、国防省諸兵科共通局の課長。1897年～1898年、歩兵連隊長。1898年～1899年、軍司令部参謀長代行、1899年～1900年、国防省総合局長代行、1900年～1902年、歩兵旅団長、1902年、軍司令部参謀長補、1902年～1903年、参謀総長補、1903年、国防省諸兵科共通局長。1903年～1908年、シュマジス師団区司令官。1908年、1912年、国防相。1909年～1912年、モラヴ、後にドリン師団区司令官。
1912年～1913年のバルカン戦争時、第2軍司令官となり、戦功を上げた。第一次世界大戦勃発と共に、最高司令部参謀次長となり、ラドミル・プトニクの就任まで参謀部を率い、セルビア軍の動員・集結を指導した。後にアランジェロヴァツからラザレヴァツに展開し、ドナウとサヴァに先遣部隊、後方にベオグラードを防衛するイアコヴィッチ将軍の部隊を有した第2軍の司令官となった。第2軍には、第1モラヴ師団（ゴシュコヴィッチ将軍）、第1シュマジス師団（ナジッチ大佐）、第1ドナウ師団（アンデリコヴィッチ大佐）、混成歩兵師団（ラシッチ将軍）が存在した。1914年8月15日～24日の戦いで、オーストリア・ハンガリー第5軍の第8、第13軍団を撃破し、国境線まで追い返した。1914年11月、再度敵軍を撃破。
1916年初め、ステパノヴィッチの指揮の下、第2軍とチモシュ軍が統合され、ブルガリア第1軍と激戦を繰り広げつつ、有名なレスコヴァツ行軍を行い、部隊をコルフ島に撤収させた。その後、テッサロニキ戦線で軍を指揮し、ブルガリア軍の降伏を受諾した。1918年9月、シュマジス師団（ミシッチ大佐）、チモク師団（ドキッチ大佐）、ユーゴスラビア師団（イワノヴィッチ大佐）がステパノヴィッチの指揮下に入った。
1919年の軍の改革まで第2軍区司令官に留まり、その後予備役に編入された。